# Локри
Локри (итал. Locri) — город-порт на берегу Ионического моря в итальянском регионе Калабрия, в провинции Реджо-Калабрия. Экономический и культурный центр области Локрида. Возник во второй половине XIX века как аванпорт и железнодорожная станция городка Джераче, до 1934 года назывался Джераче-Марина (Gerace Marina). 
Переименование города связано с тем, что в античности на этом месте находился один из центров Великой Греции под названием Локры. Колония была основана в 680 году до н. э. греками из Локриды, отсюда и название. Одним из значительных граждан Локр был пифагореец Тимей, именем которого Платон назвал свой знаменитый диалог. Подробнее см. статью Локры Эпизефирские.
Население составляет 11 844 человек (на 2023 г.), плотность населения составляет 459,96 чел./км². Занимает площадь 25 км². Почтовый индекс — 89044. Телефонный код — 0964. Покровительницей коммуны почитается святая Екатерина Александрийская. Праздник отмечается ежегодно 24 ноября.
В городе расположена частная радиостанция Radio Studio 54 Network, осуществляющая вещание на регионы Калабрия, Сицилия и Апулия.